# サン・アントニオ (ドック型輸送揚陸艦)
| USS San Antonio (LPD-17) |                                                                        |
| 艦歴                     |                                                                        |
| 発注                     | 1996年12月17日                                                         |
| 起工                     | 2000年12月9日                                                          |
| 進水                     | 2003年7月12日                                                          |
| 就役                     | 2006年1月14日                                                          |
| 母港                     | バージニア州ノーフォーク                                               |
| 退役                     |                                                                        |
| 性能諸元                 |                                                                        |
| 排水量                   | 満載：25,300トン                                                       |
| 全長                     | 208.5 m (684 ft), 水線長：201.4 m (661 ft)                             |
| 全幅                     | 31.9 m (105 ft), 水線長：29.5 m (97 ft)                                |
| 吃水                     | 7 m (23 feet)                                                          |
| 機関                     | CODAD方式、2軸推進 ターボチャージド・ディーゼル 4基、40,000 HP (30 MW) |
| 最大速力                 | 22ノット (41 km/h)                                                     |
| 航続距離                 |                                                                        |
| 乗員                     | 士官28名、兵員333名                                                    |
| 兵装                     | Mk 46 30mm機関砲 2門 RAM発射機 2基                                     |
| 艦載機                   | CH-46 4機またはMV-22B 2機                                              |
| 上陸艇                   | LCAC 2隻またはLCU 1隻                                                  |
| 兵員                     | 699名 (士官66名、兵員633名)                                            |
| モットー                 | Never Retreat, Never Surrender                                         |

サン・アントニオ (USS San Antonio, LPD-17) は、アメリカ海軍のドック型揚陸艦。サン・アントニオ級ドック型輸送揚陸艦の1番艦。テキサス州サン・アントニオに因んで命名された。

## 艦歴
サン・アントニオの建造契約はルイジアナ州ニューオーリンズのノースロップ・グラマン・シップ・システム社に1996年12月17日に発注され、2000年12月9日に起工した。2003年7月12日に進水し7月19日に命名式が行われた。
サン・アントニオは2005年10月に就役が予定されていたが、ニューオーリンズに甚大な被害をもたらしたハリケーン・カトリーナによって延期された。艦は結局2006年1月14日にテキサス州イングルサイドで就役した。就役式にはジョージ・H・W・ブッシュ元大統領や、命名者のテキサス州上院議員ケイ・ベイリー・ハチンソンが臨席した。ハチンソン上院議員は乗組員に「Man our ship, and bring her to life!」の有名な指令を下した。
本艦はアメリカ海軍艦艇として初めてメートル法を使用して設計された。また、本艦は乗員の頭上スペースの増加、エアコンの設置やラップトップ・コンピューター用の棚を設置するなど生活環境が改善された最初の艦である。